# Norfolk (Wielka Brytania)
Norfolk – hrabstwo administracyjne (niemetropolitalne), ceremonialne i historyczne we wschodniej Anglii, w regionie East of England, położone nad Morzem Północnym i zatoką The Wash, na obszarze krainy geograficzno-historycznej zwanej Anglią Wschodnią (East Anglia).
Powierzchnia hrabstwa wynosi 5371 km² a liczba mieszkańców – 857 900. Ośrodkiem administracyjnym Norfolku, największym miastem a zarazem jedynym miastem o statusie city, jest Norwich. Innymi większymi miastami na terenie hrabstwa są Great Yarmouth, King’s Lynn, Thetford, Gorleston-on-Sea oraz Dereham.
Norfolk jest hrabstwem nizinnym. Znaczna część północnego wybrzeża, Norfolk Coast, objęta jest ochroną jako obszar o wybitnym pięknie naturalnym (Area of Outstanding Natural Beauty), a gęsta sieć żeglownych rzek i jezior na wschodzie hrabstwa – The Broads – posiada status zbliżony do parku narodowego.
Hrabstwo ma w przeważającej części charakter wiejski. Ważną rolę w gospodarce odgrywa rolnictwo, przemysł lekki oraz, zwłaszcza na wybrzeżu, turystyka.
Na południu Norfolk graniczy z hrabstwem Suffolk, na zachodzie z Cambridgeshire, a na północnym zachodzie z Lincolnshire.

## Podział administracyjny
W skład hrabstwa wchodzi siedem dystryktów.
1. Norwich
2. South Norfolk
3. Great Yarmouth
4. Broadland
5. North Norfolk
6. King’s Lynn and West Norfolk
7. Breckland